# Зармамбет
Зармамбет — бывшее село в Кизлярском районе Дагестана. Располагалось на территории современного Черняевского сельсовета. В 1950-е годы население переселено в село Нововладимирское.

## Географическое положение
Располагалось на левом берегу реки Старый Терек (рукав реки Терек), в 2 км к северо-западу от села Бурумбай.

## История
По всей видимости село возникло в начале 1920-х годов, в период перехода ногайцев к оседлому образу жизни. По данным на 1929 году аул Зарамбай состоял из 47 хозяйств и входил в состав Ново-Гладковского сельсовета Кизлярского района. В годы коллективизации в ауле организован колхоз «Янги Ояшаб». В 1950-е годы все население села было переселено в село Нововладимирское, где образовали улицу Зармамбетская.

## Население
По данным переписи 1926 году в ауле проживало 219 человек (127 мужчин и 92 женщины), в том числе ногайцы составляли 100 % населения.